# Лесли, Чарльз Роберт
Чарльз Роберт Лесли (англ. Charles Robert Leslie; 19 октября 1794 — 5 мая 1859) — английский художник-жанрист.

## Биография
Лесли родился в Лондоне в семье американцев. Когда ему было пять лет, он вернулся с родителями в Соединённые Штаты, в Филадельфию. Лесли после получения образования поступил в ученики к продавцу книг. Однако в основном его интересовали живопись и драма. Когда Джордж Фредерик Кук посетил город, Лесли написал портрет актёра по воспоминаниям о нём на сцене. Его работа стала многообещающим произведением, ему даже удалось собрать средства, которые позволили молодому художнику учится в Европе. Он уехал в Лондон в 1811 году, его друзьями стали Уэст, Бичи, Оллстон, Колридж и Вашингтон Ирвин, был принят в качестве студента Королевской академии и получил две серебряные медали.
Сначала под влиянием Уэста и Фусели он писал в стиле «высокого искусства», его ранняя работа — «Савл и Эндорская ведьма», но вскоре обнаружил свои истинные способности и его работами стали кабинетные картины, однако они были не как у Дэвида Уилки, с окружающей его современной жизнью, а со сценами из великих мастеров фантастики: Шекспира и Сервантеса, Аддисона, Мольер, Свифт, Стерн, Филдинг и Смоллет.
В 1821 году Лесли был избран членом Королевской академии, а пять лет спустя — полным королевским академиком. В 1827 году он был избран в Национальную академию дизайна почётным академиком. В 1833 году он уехал в Америку, чтобы стать учителем рисования в военной академии в Вест-Пойнте, но эта должность оказалась утомительной, и через шесть месяцев он вернулся в Англию. Он умер 5 мая 1859 г. и похоронен на кладбище Кенсал-Грин.
Лесли был братом американской писательницы Элизы Лесли. Также у него был брат — солдат армии Соединённых Штатов Томас Джефферсон Лесли. В апреле 1825 года он женился на Харриет Хонор Стоун, у них было шестеро детей. Их второй сын сэр Брэдфорд Лесли был известным строителем мостов, а их младший сын Джордж Данлоп Лесли Р. А. (1835—1921) — известным художником.

## Работы
Несколько работ было заказано и куплено Джеймсом Леноксом. Эти работы выставлялись в библиотеке Ленокса, которая после сноса была передана в дар Нью-йоркской публичной библиотеке. Лесли обладал сочувствующим воображением, которое позволяло ему свободно проникаться духом автора, которого он иллюстрировал, тонким восприятием женской красоты, неизменным взглядом на характер и его внешнее проявление в лице и фигуре, а также гениальным и чувством юмора, управляемый инстинктивной утонченностью, не позволяющей ему переступить границы хорошего вкуса.
Помимо своих навыков художника, Лесли был хорошим писателем. Его «Жизнь его друга Констебля, пейзажиста», появившаяся в 1843 году, считается одним из классических произведений художественной биографии. Он также написал «Справочник для молодых художников», том, в котором воплощено содержание его лекций в качестве профессора живописи в Королевской академии, 1855 год. В 1860 году Том Тейлор отредактировал его автобиографию и письма, содержащие интересные воспоминания о его выдающихся друзьях и современниках. Письма Лесли изображают человека ласковым, общительным, искренним, скромным и стремящимся к обучению и совершенствованию, всегда ищущим общества лучших и самых выдающихся людей, к которым он мог бы получить доступ без вмешательства или напористости. Тейлор закончил работу Лесли «Жизнь и времена сэра Джошуа Рейнольдса», которая была опубликована в 1865 году.